# Styrkár Oddason
Styrkár Oddason (m. 1180) fue un lagman (lögsögumaður) de Islandia en el siglo XII. Desempeñó su cargo desde 1171 hasta su muerte en 1180. Gissur Hallsson fue elegido sucesor tras encontrar a Styrkár muerto durante el althing. Poco se sabe de su clan familiar, pero es probable que fuese hijo de Oddi Helgason (Stjǫrnu-Oddi). Tampoco se conoce el nombre de su esposa, pero tuvo una hija Ingigerður Styrkárdóttir (n. 1106) que casó con el bóndi   	Kleppjárnur Klængsson (1102 - 1194) de Hvammr en Skagafjörður, fruto de esa relación nacieron Hallur Kleppjárnsson que participó en la batalla de Víðines al lado de Kolbeinn Tumason; y Klængur Kleppjárnsson (1143 - 1219).